# Liste der Biografien/Vant
Liste der Biografien |
Portal Biografien |
Personensuche
# |
A |
B |
C |
D |
E |
F |
G |
H |
I |
J |
K |
L |
M |
N |
O |
P |
Q |
R |
S |
T |
U |
V |
W |
X |
Y |
Z |
?
 
Va |
Vd |
Ve |
Vh |
Vi |
Vj |
Vl |
Vn |
Vo |
Vr |
Vs |
Vt |
Vu |
Vy
 
Vaa |
Vab |
Vac |
Vad |
Vae |
Vaf |
Vag |
Vah |
Vai |
Vaj |
Vak |
Val |
Vam |
Van |
Vap |
Vaq |
Var |
Vas |
Vat |
Vau |
Vav |
Vaw |
Vax |
Vay |
Vaz
 
Van A |
Van B |
Van C |
Van D |
Van E |
Van F |
Van G |
Van H |
Van I |
Van K |
Van L |
Van M |
Van N |
Van O |
Van P |
Van Q |
Van R |
Van S |
Van T |
Van U |
Van V |
Van W |
Van Y |
Van Z

Vana |
Vanb |
Vanc |
Vand |
Vane |
Vang |
Vanh |
Vani |
Vanj |
Vank |
Vanl |
Vanm |
Vann |
Vano |
Vanp |
Vanq |
Vanr |
Vans |
Vant |
Vanu |
Vanv |
Vanw |
Vany |
Vanz
Die Liste der Biografien führt alle Personen auf, die in der deutschsprachigen Wikipedia einen Artikel haben. Dieses ist eine Teilliste mit 16 Einträgen von Personen, deren Namen mit den Buchstaben „Vant“ beginnt.

## Vant
- Van’t Hof, Kaes (* 1986), US-amerikanischer Tennisspieler
- Van’t Hof, Robert (* 1959), US-amerikanischer Tennisspieler
- Van’t Hul, Brian, US-amerikanischer Filmtechniker

### Vante
- Vanterpool, David (* 1973), US-amerikanischer Basketballspieler (Amerikanische Jungferninseln)

### Vanth
- Vanthoor, Dries (* 1998), belgischer Autorennfahrer
- Vanthoor, Laurens (* 1991), belgischer Automobilrennfahrer
- Vanthourenhout, Dieter (* 1985), belgischer Cyclocrossfahrer
- Vanthourenhout, Michael (* 1993), belgischer Radrennfahrer
- Vanthourenhout, Sven (* 1981), belgischer Nationaltrainer, Sportlicher Leiter und RadrennfahrerSven Vanthourenhout (* 1981)

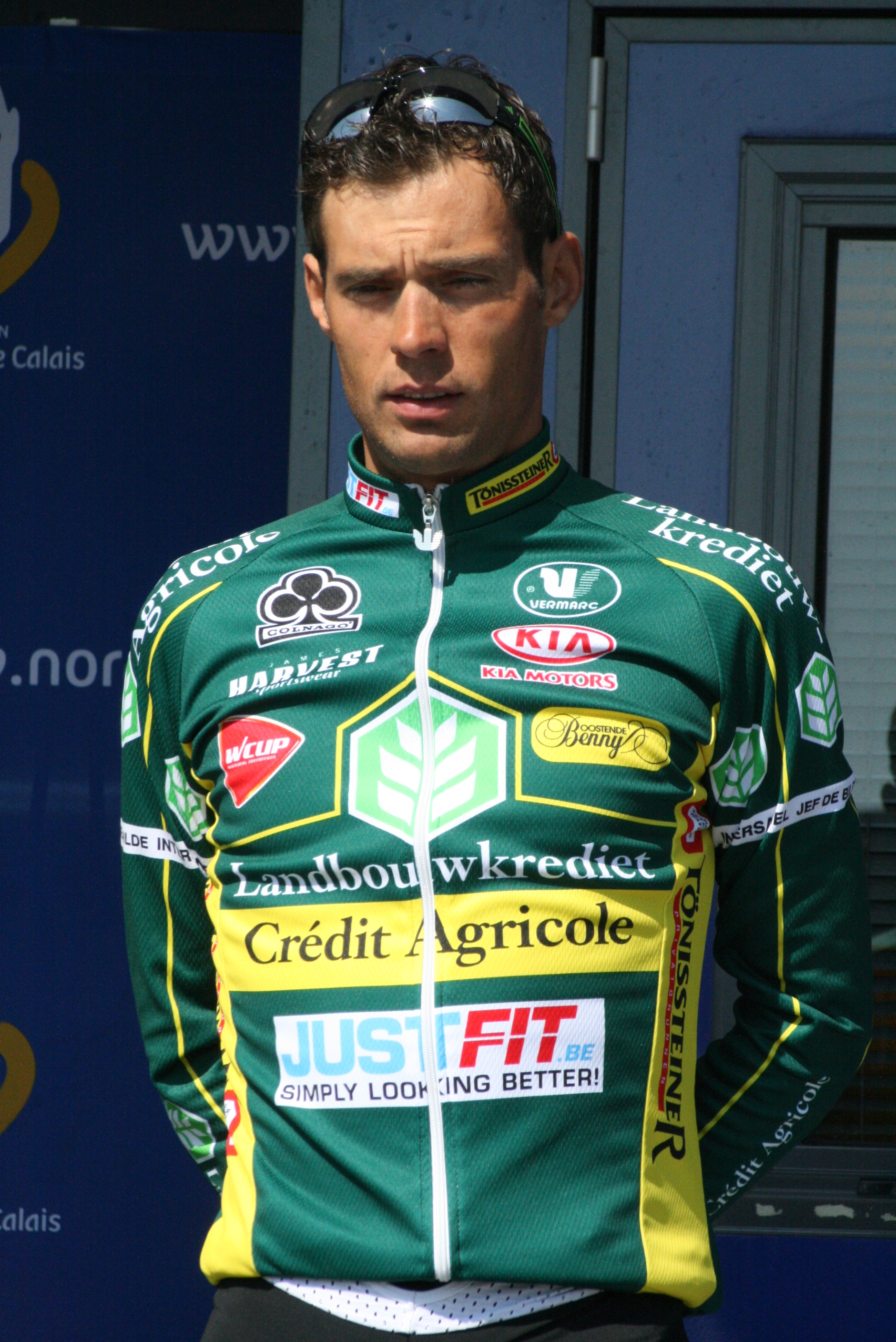
Sven Vanthourenhout (* 1981)

### Vanti
- Vantieghem, Herve (* 1957), belgischer Agrarwissenschaftler
- Vantis, Christopher (* 1990), deutscher Schauspieler

### Vanto
- Vantol, Tim, niederländischer Akustik-Punkrocker
- Vantolrá, José (* 1943), mexikanischer Fußballspieler und -trainer
- Vantomme, Maxime (* 1986), belgischer Radrennfahrer
- Vantongerloo, Georges (1886–1965), belgischer Maler, Bildhauer und Architekt
- Vantornout, Klaas (* 1982), belgischer Cyclocrossfahrer